# Remelana jangala

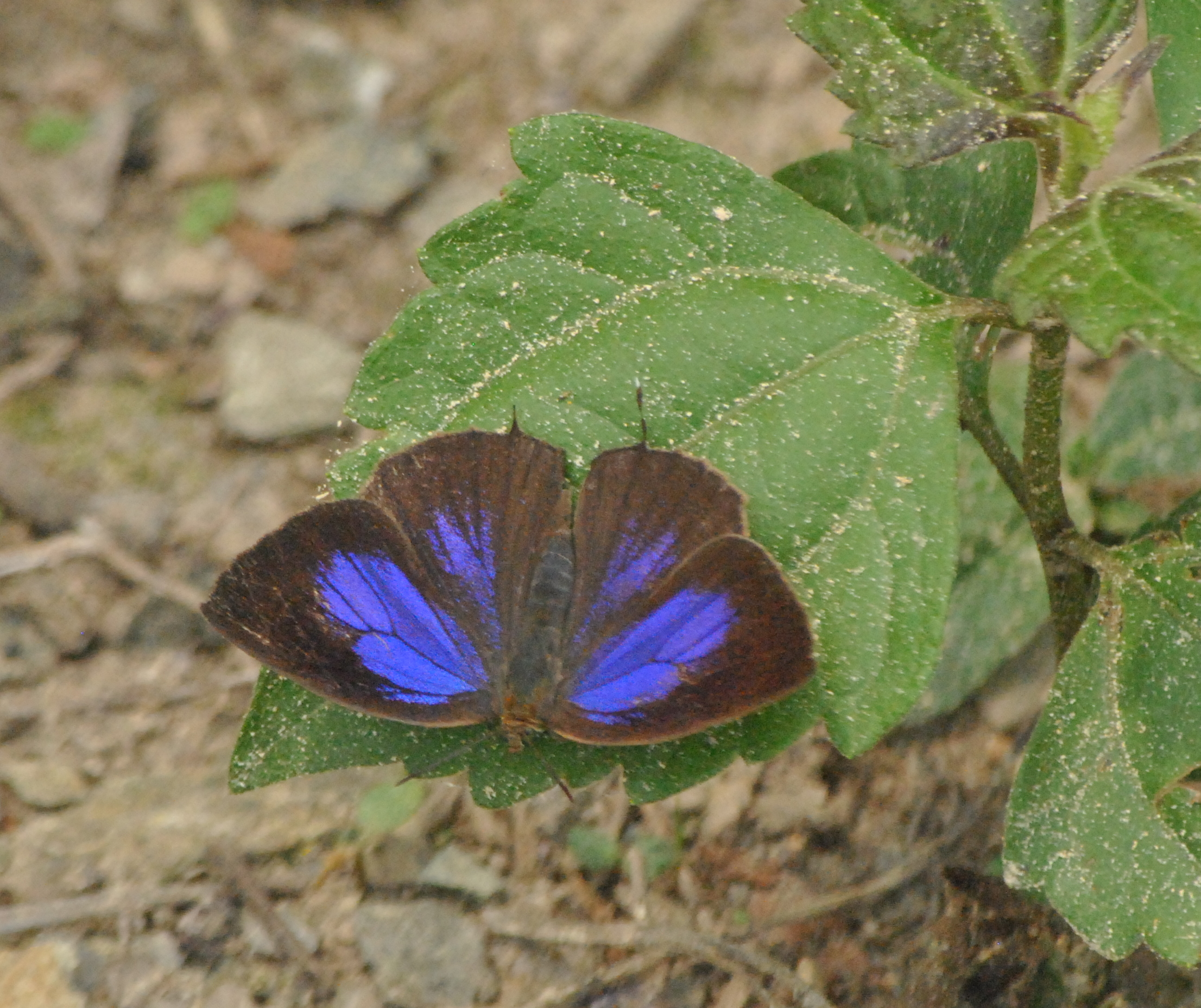
This image was taken in Buxa Tiger Reserve, West Bengal, India.

Remelana jangala är en fjärilsart som beskrevs av Thomas Horsfield 1829. Remelana jangala ingår i släktet Remelana och familjen juvelvingar. Inga underarter finns listade.

## Bildgalleri

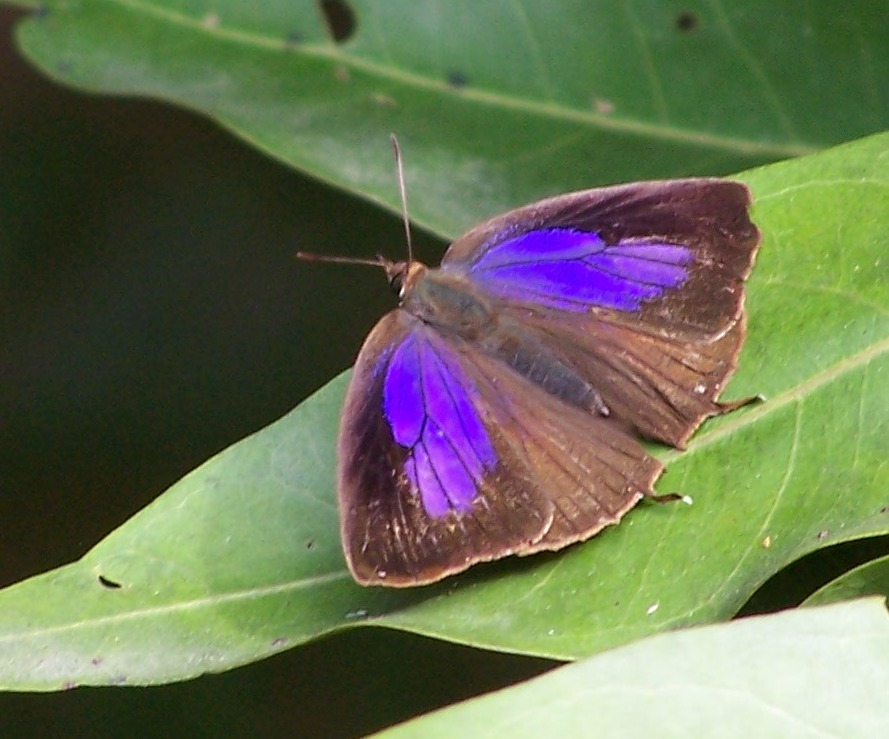
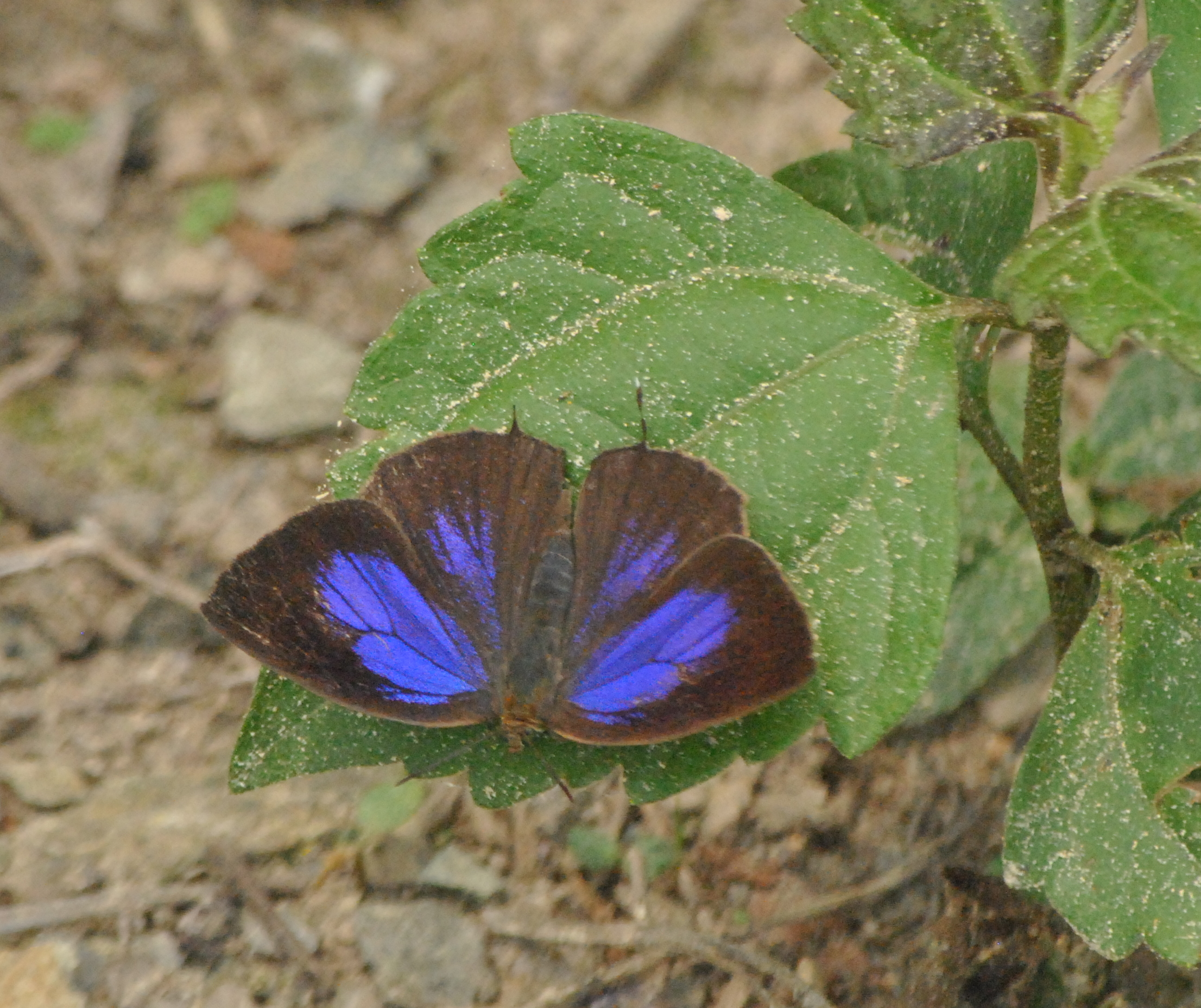
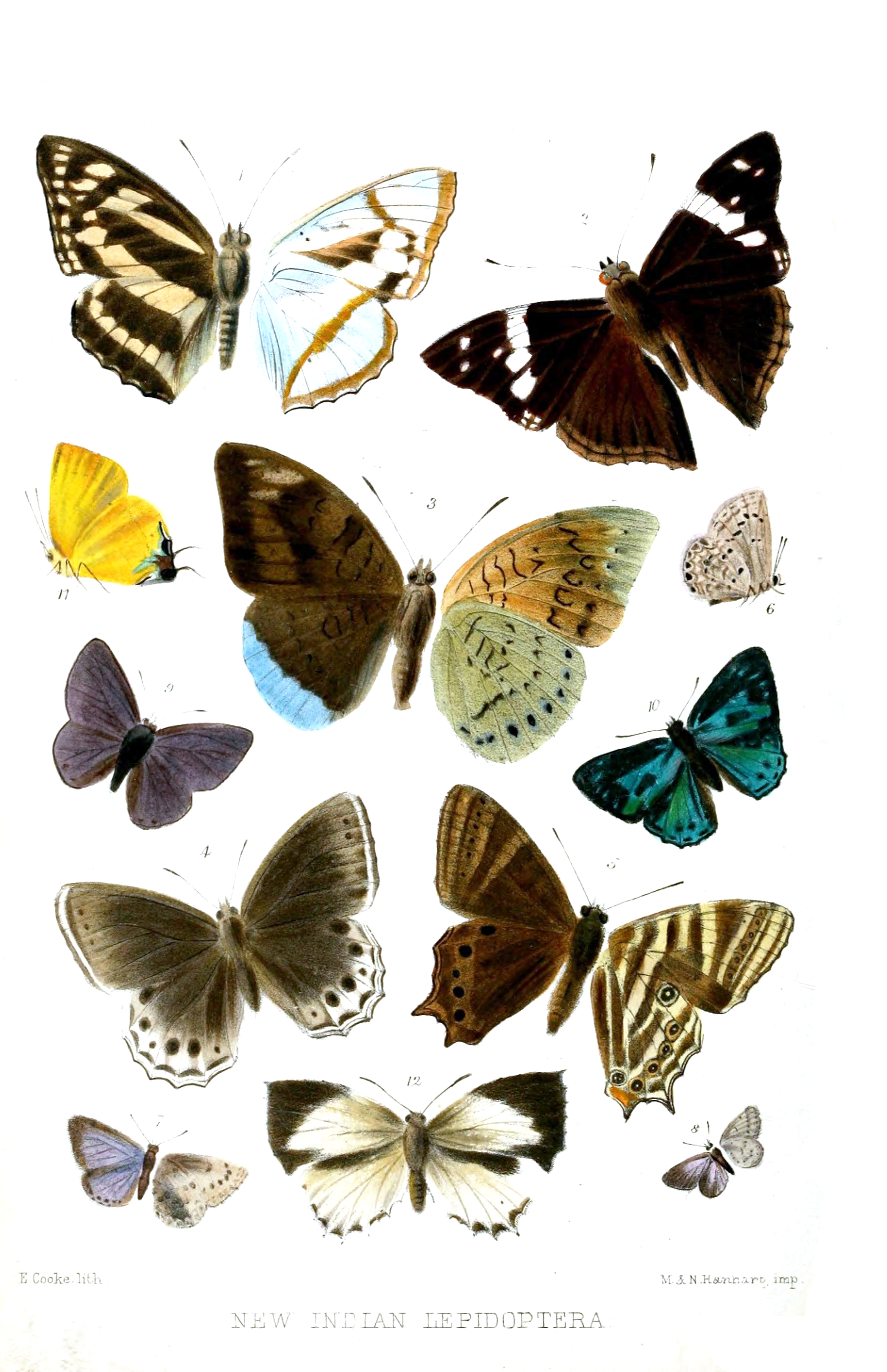